# Rhagonycha ghilanensis
Rhagonycha ghilanensis is een keversoort uit de familie soldaatjes (Cantharidae). De wetenschappelijke naam van de soort werd in 1985 gepubliceerd door Dahlgren.